# Anuntzeta
Anuntzeta en basque ou Anúcita en espagnol est une commune ou une contrée appartenant à la municipalité d'Erriberagoitia dans la province d'Alava, située dans la Communauté autonome basque en Espagne.
L'homme politique Julián de Zulueta y est né en 1814.